# Alfred Aloysius Horn
Pour les articles homonymes, voir Trader Horn et Horn.
Alfred Aloysius "trader" Horn (né Alfred Aloysius Smith, 1861-1931) est un voyageur et explorateur britannique.

## Biographie
Alfred Aloysius Smith est né en 1861. Il a été entre autres marchand d'ivoire en Afrique centrale. 
Il a écrit un livre, Trader Horn: A Young Man's Astounding Adventures in 19th-Century Equatorial Africa où il raconte ses aventures dans la jungle avec les gorilles, les léopards mangeurs d'homme, les serpents et les « sauvages ». Il montre aussi ses efforts pour libérer les esclaves, et sa rencontre avec le fondateur de la Rhodésie, Cecil Rhodes.
Il est devenu par la suite un personnage mythique, à la suite de la biographie écrite par Ethelreda Lewis en 1927, et a inspiré plusieurs films, dont Trader Horn réalisé en 1931 par W.S. Van Dyke, ainsi qu'un autre film sorti en 1973 avec Rod Taylor.